# اوتلوک (امام‌اغلو)
اوتلوک (به ترکی استانبولی: Otluk) یک منطقهٔ مسکونی در ترکیه است که در امام‌اغلو واقع شده‌است.